# Архангельское сельское поселение (Аннинский район)
Архангельское се́льское поселе́ние — муниципальное образование в Аннинском районе Воронежской области Российской Федерации.
Административный центр и единственный населённый пункт — село Архангельское.

## История
Сельское поселение образовано в 2004 году.
С 2004 до 2013 годы часть соседнего села Никольское входила в Архангельское сельское поселение.

## Население
| 2000  | 2005  | 2010  | 2012  | 2013  | 2014  | 2015  | 2016  | 2017  |
| ----- | ----- | ----- | ----- | ----- | ----- | ----- | ----- | ----- |
| 2872  | ↘2555 | ↘2334 | ↘2244 | ↘2173 | ↗2358 | ↘2333 | ↘2266 | ↘2223 |
| 2018  | 2019  | 2020  | 2021  |       |       |       |       |       |
| ↘2165 | ↘2137 | ↘2114 | ↘2069 |       |       |       |       |       |